# Gibraltar Hill (Bungendore, New South Wales)
Gibraltar Hill är en kulle i Australien. Den ligger i kommunen Palerang och delstaten New South Wales, i den sydöstra delen av landet, omkring 220 kilometer sydväst om delstatshuvudstaden Sydney. Toppen på Gibraltar Hill är 888 meter över havet, eller 12 meter över den omgivande terrängen. Bredden vid basen är 0,19 km.
Runt Gibraltar Hill är det mycket glesbefolkat, med 3 invånare per kvadratkilometer.. Närmaste större samhälle är Bungendore, nära Gibraltar Hill.
Trakten runt Gibraltar Hill består i huvudsak av gräsmarker. Genomsnittlig årsnederbörd är 1 100 millimeter. Den regnigaste månaden är februari, med i genomsnitt 176 mm nederbörd, och den torraste är juli, med 36 mm nederbörd.